# Sud de France Arena
Die Sud de France Arena (auch: Arena Montpellier) ist eine Mehrzweckhalle in der südfranzösischen Stadt Pérols, südöstlich von Montpellier im Département Hérault, Region Okzitanien. Die Halle liegt in der Nähe des Flughafens Montpellier. Der Handballclub Montpellier Handball trägt seine internationalen Partien der EHF Champions League in der Sud de France Arena aus.

## Geschichte
In der Halle finden, seit ihrer Eröffnung am 3. September 2010, Sportveranstaltungen wie Handball und Basketball statt, daneben Konzerte, Messen und Kongresse. Sie fasst, abhängig von der Art der Veranstaltung, bis zu 14.800 Sitzplätze. Anfänglich trug die Halle den Namen Arena Montpellier. Bis April 2016 war der Namensgeber der Halle die Hotelkette Park&Suites. Danach hieß sie wieder Arena Montpellier. Im Juni 2017 erhielt die Halle den Namen Sud de France Arena. Dies geht auf den Wunsch der Präsidentin des Regionalrates von Okzitanien, Carole Delga, zurück, um die Marke Sud de France national und international bekannter zu machen. Der Sponsorvertrag läuft über 15 Jahre bei einer jährlichen Zahlung von 330.000 Euro.